# 東レ滋賀事業場

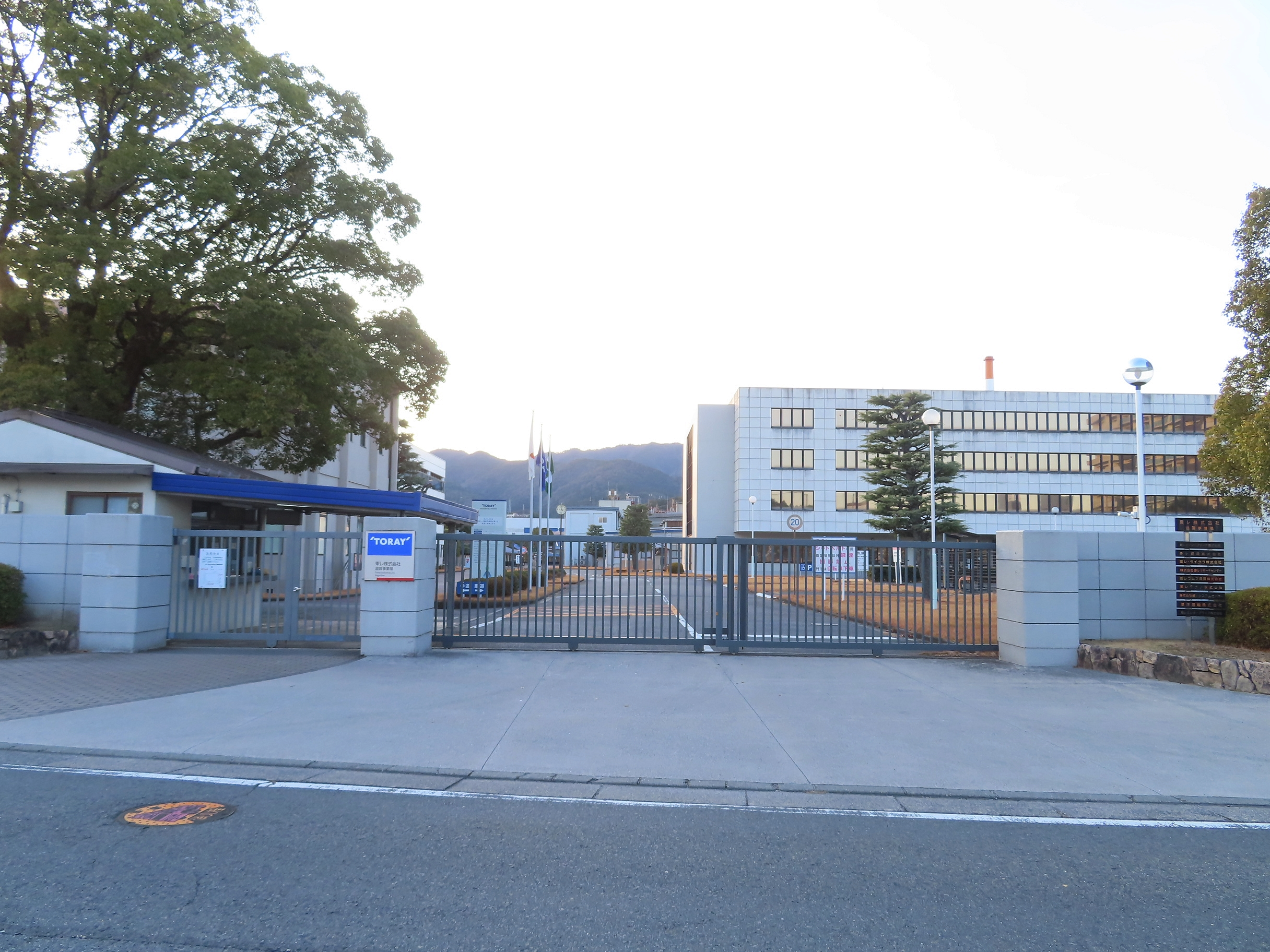
正門（2025年1月）

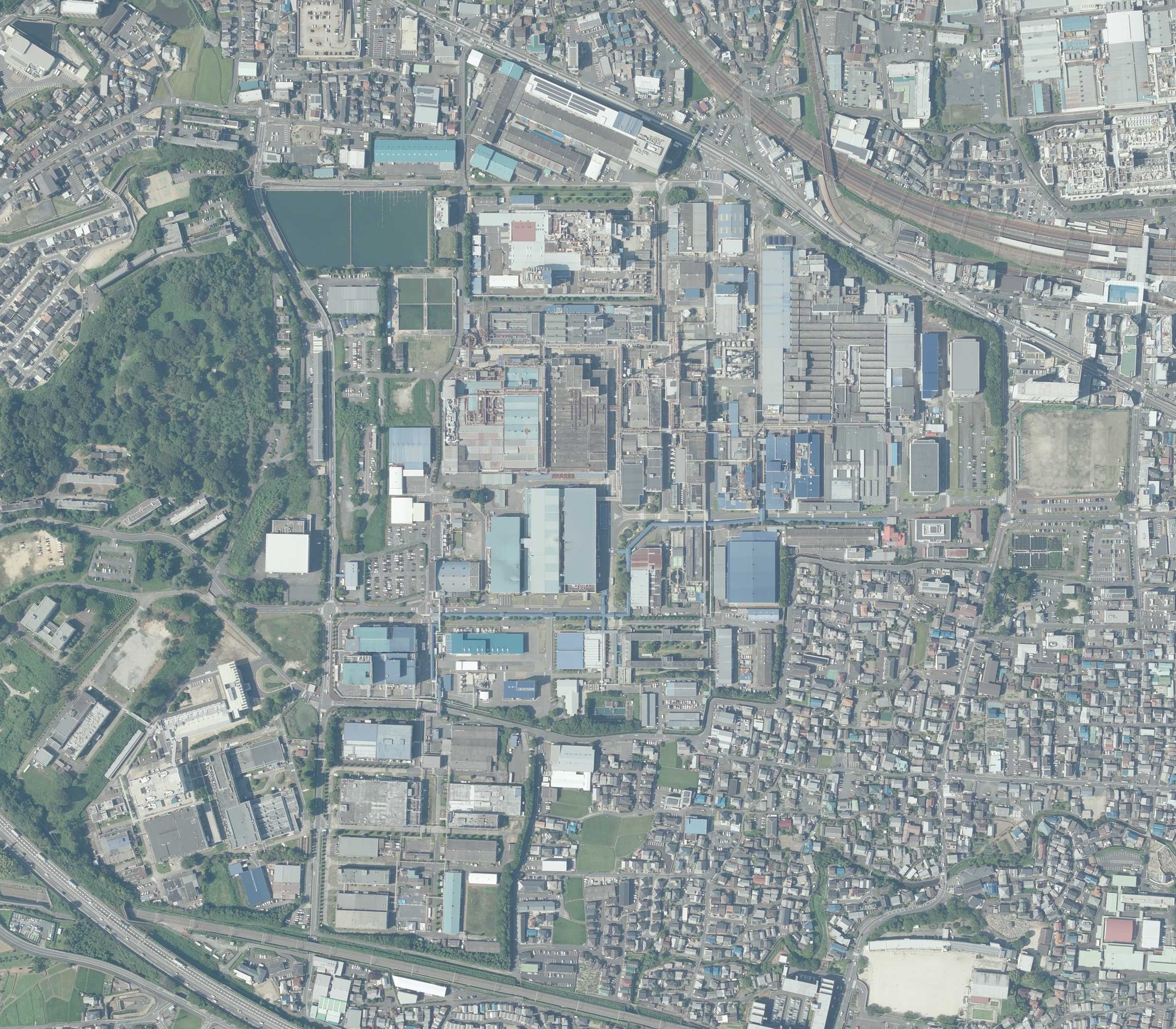
2020年撮影の航空写真。。

東レ滋賀事業場（とうれしがじぎょうしょ）とは滋賀県大津市にある東レの事業場の1つである。工場と研究所を有する。

## 概要
東レの中では最も歴史ある事業場で、東レのほぼすべての事業分野での生産を担う。また、技術・研究の分野においても東レの中心的な役割を果たし、関係会社・協力会社の拠点も多数置かれている。敷地面積は約84万平方メートル（約25.5万坪）で、東レの事業場の中では最大級である。

## 取組

### 製品
2023年時点では以下の製品を主に取り扱う。
- スエード調人工皮革「ウルトラスエード」
- ポリエステル長繊維不織布「アクスター」
- ポリオレフィン発泡体「トーレペフ」
- 実装材料
- エレクトロコーティング剤
- 感光性機能材料「レイブリッド」
- セラミックス「トレセラム」
- 有機EL発光材料
- 家庭用浄水器「トレビーノ」
- コンタクトレンズ「ブレスオー」「プレリーナ」
- 燃料電池用電極基材

### 研究
2014年時点では東レにおける研究開発は海外拠点を含め分散しているものの、中核となっているのは滋賀事業場である。
東レ（東洋レーヨン）の黎明期には滋賀工場の下に研究課が置かれ、1939年（昭和14年）から研究部が独立した。1949年（昭和24年）には研究部から研究所へと昇格し独立性を高め、滋賀工場の研究所は研究拠点が分離した後も全社的な研究を行っていた。東レの事業がレーヨンから合成繊維に重きを置くようになってから基礎研究の重要性が認識され、1956年（昭和31年）に滋賀工場西南にある園山地区に大規模な中央研究所が設立される。1980年代になり基礎・探求研究を強化する必要があると考えられたため、1985年（昭和60年）に研究活動の本部となる技術センターが滋賀事業場に新設された。2019年（令和元年）に未来創造研究センターが新設され、電子材料や水処理膜の中央研究所の建て替えや大津市内に散らばっていた繊維やフィルムの部門の集約が図られた。

#### 未来創造研究センター
2019年（令和元年）12月19日に東レ滋賀事業場に設置された研究拠点で、同年12月11日に学識者や地元自治体などの関係者を来賓に開所式が開かれた。このセンターには研究機関としてアイデアを生み出す融合研究棟（8400 平方メートル）と、そのアイデアを基に試作・評価・実証を行う実証研究棟（9200 平方メートル）の2棟で構成されている。そのほか、同時通訳ブースを付けた200人収容の国際会議場やクリーンルームなどの各種実験室が備わっている。

#### 東レリサーチセンター
東レリサーチセンターは1978年（昭和53年）6月に東レの研究開発の中で、全社的な分析・評価機能を担った部門が独立して発足した会社で、分析や物性解析による技術支援を行っている。他の事業拠点や営業拠点でも活動するが、東レ滋賀事業場内の実験室に高度な機器分析機能を持たせている。材料物性研究部、構造化学研究部、表面科学研究部、形態科学研究部、有機分析化学研究部、無機分析化学研究部が置かれている。
2022年（令和4年）11月に滋賀事業場に新社屋を開設した。延べ床面積9500 平方メートルの地上4階建てで、施設の分散や老朽化の問題があったため総工費38億円で建て替えた。設置された分析装置の一例として、新型コロナウィルスが体内に侵入する過程を可視化することで創薬に役立てるものがある。

### 環境保全
東レ滋賀事業場は1969年に安全衛生環境委員会を設け、「安全・衛星・防災・環境」の活動に取り組む。また、所在する大津市とは1976年（昭和51年）に公害防止協定を締結し、市条例よりも厳しな自主管理基準値を設けて公害防止に取り組んできた。1999年（平成11年）には構内の会社も含めISO14001の認証を取得した。

### 防災拠点
滋賀県警察は地震で庁舎が損壊したなどの場合に東レ滋賀事業場に機能を移転できるようにしている。東レ滋賀事業場は琵琶湖から離れているため液状化の可能性が低く、国道1号に面している利便性を持つ。そのため、滋賀県警察と東レ滋賀事業場は2018年（平成30年）に大規模災害時に施設を応急的に利用する協定を締結している。

## 設備

### 社員食堂
東レ滋賀事業場には社員食堂が2ヶ所置かれ、それぞれリーズナブルな値段で日替わりで4種類の中から好みのメニューが選べるようになっている。

### 水処理
東レ滋賀事業場は琵琶湖の水を工業用水として購入し、使用後は処理を行った後で瀬田川（淀川）に排出している。排水はpH、油、濁度、有害物質などを自主基準値より低い値になるようにして処理しており、こうした工場での水への意識を従業員に持ってもらうために水処理の過程を見学させる教育を行う。
水質向上のため、2009年（平成21年）から膜分離活性汚泥法を用いた排水浄化システムを導入し、この時に用いる膜は省スペースかつ良好な処理水を得られる自社技術のものを開発して使用している。また、マイクロプラスチックが排出しないように排水路へ目開き1 - 2 mmの漏出防止金網の設置や排水管からのサンプル水を吸い上げることによる監視測定を行っている。

## 沿革
東洋レーヨン（当時）が1926年（大正15年）から17万坪の広大な敷地に工場を建設し始めた。大津市石山を選んだ理由は、工場適地とされた十数か所から採取したサンプルから水質検査したところ、琵琶湖の用水が最適と判定されたためである。1927年（昭和2年）から精算を開始し、昭和10年代前半には旭ベンベルグと合わせて人絹糸の生産高が国内生産の過半を占めるようになった。工場の発展に合わせ、石山駅から瀬田の唐橋に至る旧東海道沿いに商店街が形成されていった。

### 模擬原爆の爆撃
1945年（昭和20年）7月24日に東洋レーヨン滋賀工場（現在の東レ滋賀事業場）に模擬原爆（パンプキン爆弾）が投下され、16人が犠牲となった。東レに残されていた当時の報告書には午前7時47分にB-29が工場南側より侵入し、本館事務所や兵器工場・倉庫が破壊されたと記載されている。
報告書によれば混乱がほとんどなかったとしているが、滋賀県平和祈念館の資料によれば当時混乱が発生したと記録している。

### 年表
- 1927年（昭和2年）
  - 4月 - 滋賀工場（現：滋賀事業場）が完成[4]
  - 8月 - レーヨン糸を初紡糸[4]
- 1941年（昭和16年）5月 - ナイロン6の合成と溶融紡糸に成功する[4]
- 1956年（昭和31年）4月 - 中央研究所を新設[4]
- 1963年（昭和38年）6月 - ポリプロピレンフィルム「トレファン」の本格生産を始める[4]
- 1968年（昭和43年）9月 - ポリオレフィンフォーム「トーレペフ」の本格生産を始める[4]
- 1971年（昭和46年）7月 - 炭素繊維「トレカ」の商業生産を始める[4]
- 1980年（昭和55年）11月 - 逆浸透膜エレメント「ロメンブラ」の生産を始める[4]
- 1983年（昭和58年）11月 - 人工気象室「テクノラマ」を設置する[4]
- 1985年（昭和60年）4月 - 技術センターを設置[4]
- 1999年（平成11年）9月13日 - 強酸性の洗浄水を雨水溝に流出し、近隣河川の魚を大量に死亡させる事故が発生[16]。この事故を教訓に、毎年9月を環境管理強調月間とする[16]。
- 2019年（令和元年）12月11日 - 未来創造研究センターを設置[6][4]

## アクセス
- JR西日本石山駅から徒歩15分[1]